# 10194 Tonygeorge
10194 Tonygeorge eller 1996 QN1 är en asteroid i huvudbältet som upptäcktes 18 augusti 1996 av den amerikanske astronomen George R. Viscome vid Rand-observatoriet. Den är uppkallad efter den amerikanske astronomen Tony George.
Asteroiden har en diameter på ungefär 8 kilometer och den tillhör asteroidgruppen Eos.